# The Tomboy (film 1924)
The Tomboy è un film muto del 1924 diretto da David Kirkland.

## Trama
In un piccolo villaggio campagnolo, giunge Aldon Farwell, uno straniero che attira subito l'attenzione di Tommy Smith, rustica ragazza dai modi di un vero maschiaccio che, ben presto, si innamora di lui. Si scopre che Aldon è un agente federale in missione sulle tracce di una banda di contrabbandieri di liquori. Quando lo sceriffo viene ucciso, del delitto viene accusato il padre di Tommy, incriminato anche a causa della scoperta di una scorta di liquori trovata nel suo fienile. I contrabbandieri fuggono con gli alcolici a bordo di un camion, inseguiti da Tommy e Aldon. Il capo della banda si scoprirà essere Rugby Blood, un supposto invalido, mentre il padre di Tommy si rivela essere un agente delle entrate sotto copertura.

## Produzione
Il film fu prodotto dalla Mission Film Corporation.

## Distribuzione
Distribuito dalla Chadwick Pictures Corporation, il film uscì nelle sale statunitensi il 26 dicembre 1924. Riversato in VHS, è stato distribuito dalla Facets Multimedia Distribution.